# رود اوخوتا
رود اوخوتا (انگلیسی: Okhota) یک رودخانه در سرزمین خاباروفسک کشور روسیه است.